# August Bruns (Architekt)

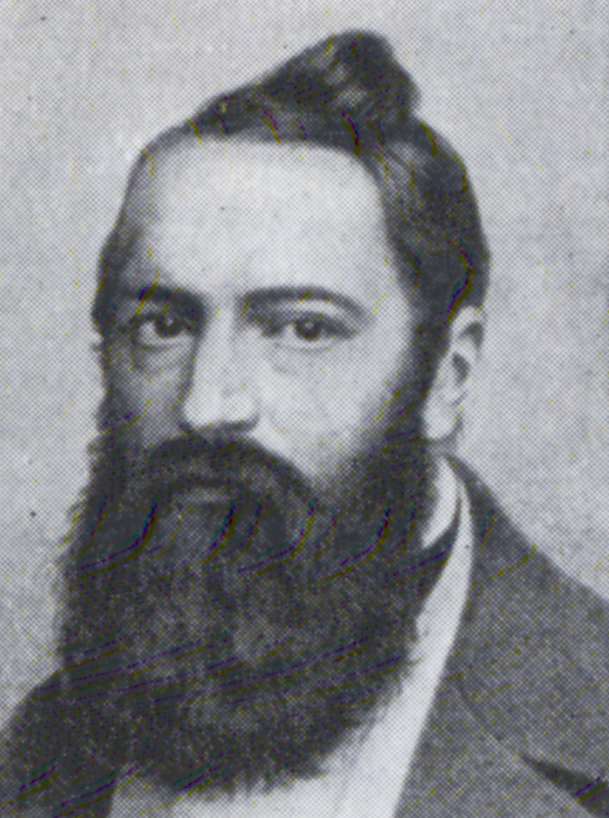
August Bruns (um 1850)

Heinrich August Bruns (* 13. April 1813 in Hannover; † 24. September 1884 ebenda) war ein deutscher Architekt und als Fachschullehrer „vielseitige Lehrerpersönlichkeit“.

## Ausbildung und Wirken
Bruns absolvierte zunächst eine Zimmermannslehre in Hannover, dann bis 1831 eine Ausbildung bei Architekt Friedrich August Ludwig Hellner in Hannover, gleichzeitig nahm er Privatunterricht in Sprachen und Mathematik.
Ab 1835 wirkte Bruns zunächst an der Handwerkerschule Hannover als Lehrer für Technologie und geometrisches Zeichnen und unterrichtete ab 1842 auch Arithmetik und Planimetrie. Von 1835 bis 1882 war er Lehrer an der Höheren Bürgerschule Hannover und ab 1846 auch Lehrer für Modellieren in Holz und Gips an der Höheren Gewerbeschule Hannover, wo er in Kontakt mit namhaften Architekten kam, so dass er gleichzeitig 1851–1852 Assistent bei Conrad Wilhelm Hase (Baukunst) und bei Adolf Funk (Eisenbahnbau) war. Seit 1856 lehrte er dort Baukunst, ab 1858 darstellende Geometrie und ab 1859 Linearzeichnen. Als sich die Gewerbeschule zur Polytechnischen Schule wandelte, war er 1873–1884 Inhaber des Lehrstuhls für Darstellende Geometrie und erhielt 1878 den Professoren-Titel. 1884 ging August Bruns in den Ruhestand.

## Bauten (Auswahl)
- 1863: Hannover, Jägerstraße 12a, Villa des Grafen von Linsingen (nicht erhalten)[1]